# Sinceramente

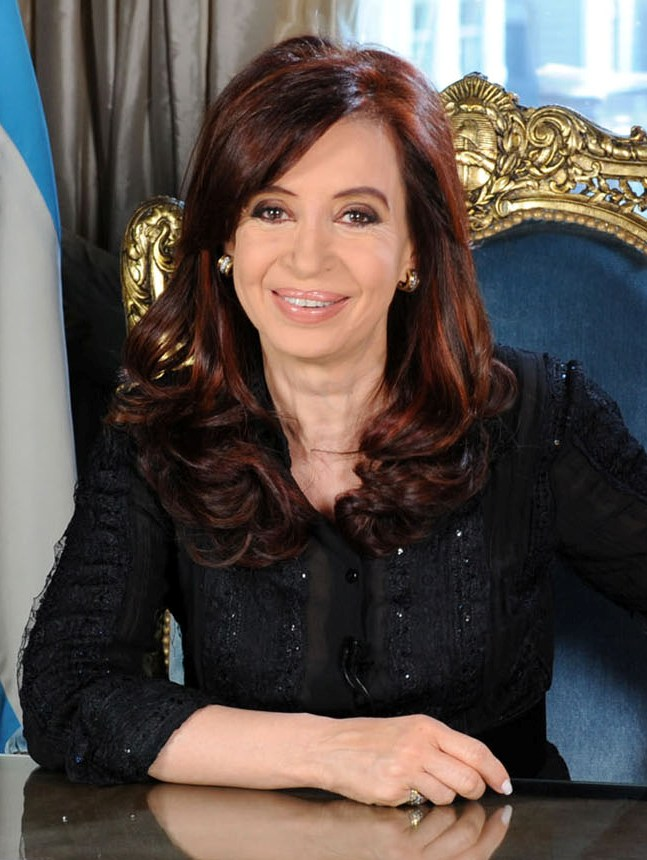
Cristina Fernández de Kirchner en el 2010.

Sinceramente es un libro publicado en 2019 por Cristina Fernández de Kirchner, presidenta de la Nación desde el 10 de diciembre de 2007 hasta el 9 de diciembre de 2015. Anunció la publicación del libro por sorpresa el 23 de abril de 2019 en su cuenta de Twitter. Fernández declaró que el libro «no es autobiográfico ni tampoco una enumeración de logros personales o políticos, es una mirada y una reflexión retrospectiva para desentrañar algunos hechos y capítulos de la historia reciente y cómo han impactado en la vida de los argentinos y en la mía también».
El libro se transformó en un bestseller, agotando los seis mil ejemplares de su primera edición en una semana. Su publicación batió récords de venta, al ser el libro más vendido en su lanzamiento, el día 25 de abril.
Las presentaciones del libro en distintos puntos del país, acompañada por el escritor Marcelo Figueras, fueron la modalidad elegida por Fernández para realizar intervenciones públicas durante la campaña electoral de 2019. 
El 1 de mayo la editorial Sudamericana, sello del grupo Penguin Random House, ordenó una tercera reimpresión de 5 000 ejemplares, dando una tirada total de más de 210 000 ejemplares. Asimismo, la versión digital del libro llegó al primer lugar entre los más vendidos en la librería web Amazon. El día 9 de mayo la autora presentó el libro en la Feria del Libro de Buenos Aires, a sala llena, y se dispusieron dos pantallas gigantes dentro y fuera de la feria debido a la multitud de personas que se convocaron en la misma.
Posteriormente, Cristina Fernández presentó su libro en diversos puntos de Argentina, sirviéndose de las presentaciones para realizar actos de campaña en épocas de elecciones. Concretamente, Fernández de Kirchner presentó el libro en Santiago del Estero, Rosario, Chaco, Río Gallegos, San Juan, Mendoza, Malvinas Argentinas, La Plata, Posadas, La Matanza y El Calafate.
En febrero de 2020, Sinceramente fue  presentado por primera vez fuera del país, en la Feria Internacional del Libro de La Habana, Cuba. Durante su presentación, la expresidenta aprovechó para solicitar que el Fondo Monetario Internacional aplique una quita al crédito stand by solicitado por el gobierno de Mauricio Macri.
La escritura del texto, organizada en diez capítulos y un epílogo, le llevó alrededor de un año, y las entregas se hicieron en pen drives, a fin de evitar el espionaje.
En su contratapa la autora indica sobre su obra:

Hicieron y siguen haciendo todo lo posible para destruirme. Creyeron que terminarían abatiéndome. Es claro que no me conocen. Por eso les ofrezco una mirada y una reflexión retrospectivas para desentrañar algunos hechos y capítulos de la historia reciente. Hoy que el país está en completo retroceso político, económico, social y cultural espero que al leer estas páginas podamos pensar y discutir sin odio, sin mentiras y sin agravios. Estoy convencida de que es el único camino para volver a tener sueños, una vida mejor y un país que nos cobije a todos y todas.